# Балковський Борис Євгенович
Бори́с Євге́нович Балко́вський (3(15) січня 1899, м. Шпола, нині Черкаської області — 16 квітня 1985, м. Біла Церква Київської області) — український флорист, бріолог. Кандидат біологічних наук (1954).
До війни працював асистентом Вінницького медичного інституту, після війни — у дендропарках «Веселі Боковеньки» та «Олександрія» АН УРСР. Досліджував судинні рослини й мохи Поділля, зібрав значний гербарій.
Запропонував політомічний ключ для визначення рослин. Описав новий для науки вид — Sedum borissovae Balkovski.

## Праці
- Матеріали до бріофлори Вінницької і Кам'янецької областей // Журнал Інституту ботаніки АН УРСР. — 1938. — Т. 18—19 (26—27); 1939. — Т. 20(28); 1939. — Т. 21—22 (29—30).
- Матеріали для флори Поділля // Журнал Інституту ботаніки АН УРСР. — 1939. — Т. 23(31).
- Цифровой политомический ключ для определения растений // Ботанический журнал. — Т. 45. — № 1. — Москва — Ленинград: Издательсьво АН СССР, 1960. — С. 64—70.
- Новый тип линейного (монотомического) ключа для определения растений // Ботанический журнал. — Т. 45. — № 6. — Москва — Ленинград: Издательсьво АН СССР, 1960. — С.862—867.
- Теза, антитеза и ряд признаков в диагностике растений // Ботанический журнал. — Т. 45. — № 11. — Москва — Ленинград: Издательсьво АН СССР, 1960. — С. 1640—1644.
- Признаки и диагностика // Ботанический журнал. — Т. 49. — № 9. — Москва — Ленинград: Издательсьво АН СССР, 1964.
- Цифровой политомический ключ для определения растений. — К.: Наукова думка, 1964. — 36 с.